# Münchner Gewerkschaftshaus

Logo des Münchner Gewerkschaftshauses

Das Münchner Gewerkschaftshaus ist das Haus, in dem die meisten Münchner Einzelgewerkschaften sowie der DGB München, aber auch der DGB Bezirk Bayern sowie einige Landesbezirksverbände der bayerischen DGB-Gewerkschaften ihren Sitz haben. Es befindet sich im Münchner Stadtteil Ludwigsvorstadt.
Das traditionsreiche Gebäude in der Schwanthalerstraße wurde ab 2020 abgerissen für einen Neubau an selber Stelle. Der DGB nutzt vorübergehend Räume in Berg am Laim.

## Geschichte
Die Geschichte des Münchner Gewerkschaftshauses ist eng mit der ökonomischen Entwicklung Münchens gekoppelt. Auch für München war das 19. Jahrhundert eine Zeit des wirtschaftlichen Umbruchs. Durch die zunehmende Industrialisierung entstanden ab den 1870er Jahren immer mehr Industriebetriebe in München, welche Handel und Handwerk in den Hintergrund treten ließen. Das wiederum hatte Auswirkungen auf die Arbeitskräfteentwicklung in München – und die Organisation der Gewerkschaften.

### Die Anfänge im München des 19. Jahrhunderts
In München wurde der zunehmende Bedarf an Arbeitskräften in der Industrie von allem durch Zuwanderung aus ländlichen Gebieten gedeckt. Die schwierigen Arbeitsverhältnisse und Lebensbedingungen führten auch hier zur Entstehung einer Vielzahl an Arbeitervereinen und Gewerkschaften, die vor allem eine Verbesserung der Arbeits- und Lebenssituation (soziale Frage) zum Ziel hatten. Die Behörden und Unternehmen reagierten auf das Entstehen und rasche Wachstum der Arbeiterbewegung zuallererst mit Repressionen. Um die politische Schlagkraft zu erhöhen und die Koordination zwischen den verschiedenen Gewerkschaften zu verbessern wurde 1893 das „Münchner Gewerkschaftskartell“ gegründet. Dieser Münchner Gewerkschaftsverein richtete ein Arbeitersekretariat ein, dessen drei Sekretäre 1898 Räumlichkeiten am Isartorplatz bezogen.

### Das Gewerkschaftshaus an der Pestalozzistraße
Der Plan, in München ein zentrales Gewerkschaftshaus zu errichten, entstand angesichts der wachsenden Mitgliederzahlen und Aktivitäten der Gewerkschaften. In diesem neuen Haus sollten alle „freien“, d. h. sozialdemokratisch orientierten und nicht konfessionell gebundenen Gewerkschaften untergebracht sein. 1911 wurde dazu der eingetragene Verein „Münchner Gewerkschaftshaus“ gegründet, er sollte die Finanzierung und den Bau sicherstellen. Getragen wurde dieser Verein u. a. durch die Gewerkschaften, den Konsumverein München-Sendling, den sozialdemokratischen Verein München und eine dem Verein nahestehende Druckerei. Durch Spenden, Mitgliedsbeiträge und Aktionen wie z. B. den Verkauf von Postkarten wurde es möglich, noch im selben Jahr das Grundstück Pestalozzistraße 40/42 zu erwerben, das in der Nähe der seit 1906 bestehenden Zentralherberge der Gewerkschaften lag. Bereits Ende Oktober 1912 konnte das von der Münchner Bauunternehmung Heilmann & Littmann entworfene und mit kleineren Änderungen durch das Baugeschäft Liebergesell & Lehmann ausgeführte Gewerkschaftshaus eröffnet werden. Durch seine Lage, Größe und Architektur war das neue Gewerkschaftshaus ein deutliches Symbol für das gewachsene Selbstbewusstsein und die Stärke der Münchner Arbeiterbewegung. Das Münchner Gewerkschaftshaus galt als eines der ersten großen Gewerkschaftshäuser Europas. Es bot auch eine Bibliothek, eine Gastwirtschaft sowie Räume verschiedener Größe für Veranstaltungen.
Das neue Haus war von Anfang an mehr als ein reines Verwaltungsgebäude der Münchner Gewerkschaften, sondern auch ein wichtiger Veranstaltungsort für die Münchner Arbeiterbewegung: Hier fanden politische Versammlungen und Vorträge, Bildungsveranstaltungen sowie Konzerte, Feste und Filmvorführungen statt. Es blieb auch während der Weimarer Republik eines der wichtigsten Zentren der Münchner Arbeiterbewegung. In dieser Zeit war es ein Ort der praktischen Hilfe und Solidarität. So nahm beispielsweise die Betreuung der Arbeitslosen in den frühen 1930er Jahren einen erheblichen Teil der Ressourcen der Münchner Gewerkschaften in Anspruch. Auch die Gewerkschaftsbibliothek war ein wichtiger Anlaufpunkt für viele Arbeitslose. Am 9. März 1933 setzte die systematische Verfolgung der bayerischen Arbeiterbewegung ein. Noch am gleichen Tag besetzte die SA das Münchner Gewerkschaftshaus. Die bereits seit dem Vortag im Gewerkschaftshaus verbarrikadierten Mitglieder des Reichsbanners und der Gewerkschaften beschlossen, angesichts der Übermacht der SA und der offensichtlichen Duldung dieses Vorgehens durch die Polizei, das Haus kampflos zu übergeben. Nach der Besetzung nutzte die SA das Gewerkschaftshaus für einige Tage als „wildes Gefängnis“, in dem politische Gegner interniert und gefoltert wurden. Im Frühjahr 1933 übernahm die Deutsche Arbeitsfront (DAF) das Gebäude. Ab 1936 war im ehemaligen Gewerkschaftshaus zeitweise eine Polizeiwache untergebracht. Von 1938 an wurde das Gebäude durch das städtische Gesundheitsamt genutzt, bis es schließlich im Dezember 1944 bei einem Bombenangriff fast vollständig zerstört wurde.

### Neuanfang nach 1945

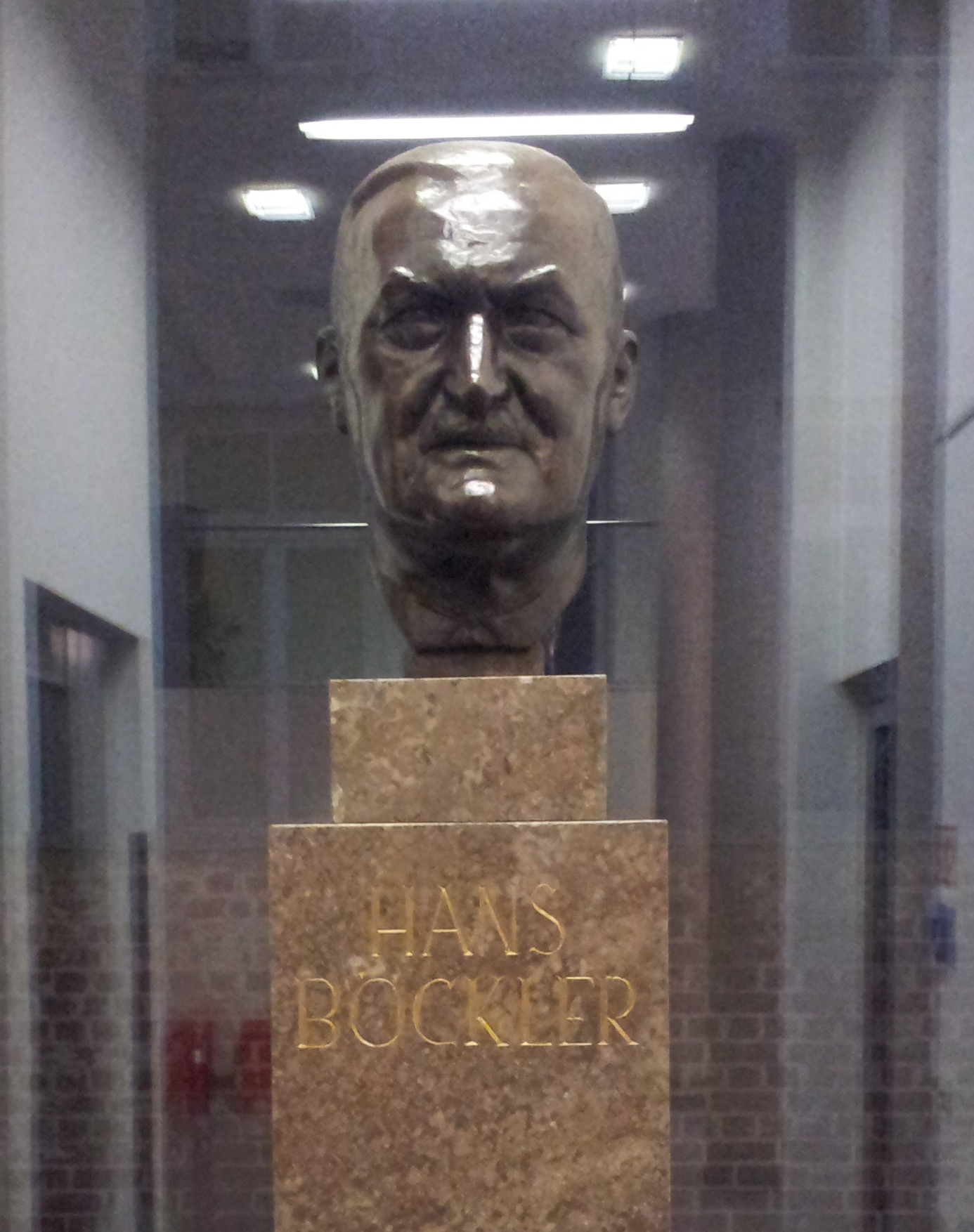
Porträtstele von Hans Böckler (Karl Trumpf, 1891–1959) im Eingangsbereich des Münchner Gewerkschaftshauses. Hans Böckler war ab 1945 der erste Bundesvorsitzende der neuen DGB Einheitsgewerkschaften.

Bereits direkt nach der Befreiung Münchens durch amerikanische Truppen Ende April 1945 kam es zur Bildung von Betriebsausschüssen, in denen oft schon vor 1933 aktive Gewerkschafter maßgeblich beteiligt waren. Parallel dazu begann eine Gruppe um Gustav Schiefer, der von 1918 bis 1933 Vorsitzender des Münchner ADGB gewesen war, mit den Planungen für einen Wiederaufbau der Gewerkschaften. Auch Ludwig Koch, ab 1946 Jugendsekretär und von 1953 bis 1973 Kreisvorsitzender des DGB München, engagierte sich schon kurz nach seiner Befreiung aus einem Außenlager des KZ Flossenbürg in diesem Kreis. Die Erfahrungen der Weimarer Republik prägten die Überlegungen der Gruppe: Anstelle von Richtungsgewerkschaften sollte das Prinzip der politisch und religiös ungebundenen Einheitsgewerkschaft mit einer stark zentralisierten Struktur treten.
Im November 1945 nahm die „Arbeitsgemeinschaft freier Münchner Gewerkschaften“, in der sich zehn Gewerkschaften zusammengeschlossen hatten, ihre Arbeit in den Räumen des städtischen Hochhauses in der Blumenstraße auf. Die Münchner Arbeitsgemeinschaft war auch maßgeblich an den Vorbereitungen des „1. ordentlichen Kongresses der Landesgewerkschaften“ beteiligt, auf dem im März 1947 der Bayerische Gewerkschaftsbund (BGB) gegründet wurde. Der BGB und seine Münchner Untergliederung bezogen noch im selben Jahr ein Gebäude in der Landwehrstraße 7–9, das zuletzt der Deutschen Arbeitsfront gehört hatte. Im Oktober 1949 schließlich fand im Kongresssaal des Deutschen Museums in München die Gründung des Deutschen Gewerkschaftsbundes (DGB) statt. Die Mitgliederzahl der Gewerkschaften im neuen DGB-Kreis München war zu diesem Zeitpunkt bereits auf 110.000 Personen angestiegen. Um dem gestiegenen Bedarf nach Büroflächen Rechnung zu tragen, wurde das Haus in der Landwehrstraße um einen Anbau in der Mathildenstraße erweitert.

## Das Gewerkschaftshaus in der Schwanthalerstraße
In der Geschichte des Gewerkschaftshauses spiegelte sich auch die Entwicklung des DGB und seiner Mitgliedsgewerkschaften wider. Die sich verändernden wirtschaftlichen und politischen Rahmenbedingungen führten zu Veränderungen der Strukturen der Gewerkschaften und einem Wandel der gewerkschaftlichen Arbeit, der sich auch in der Nutzung des Gewerkschaftshauses niederschlug. Allerdings waren nie alle Mitgliedsgewerkschaften des DGB im Gewerkschaftshaus in der Schwanthalerstraße vertreten: Die Gewerkschaft der Polizei (GdP) und die Gewerkschaft Kunst im DGB beispielsweise verfügten dort nie über Büros.
Ende 2018 arbeiteten rund 300 Angestellte in dem Bau. Das Gebäude wurde wegen maroder Bausubstanz abgerissen und an der gleichen Adresse wird ein neues Büro- und Verwaltungsgebäude errichtet.

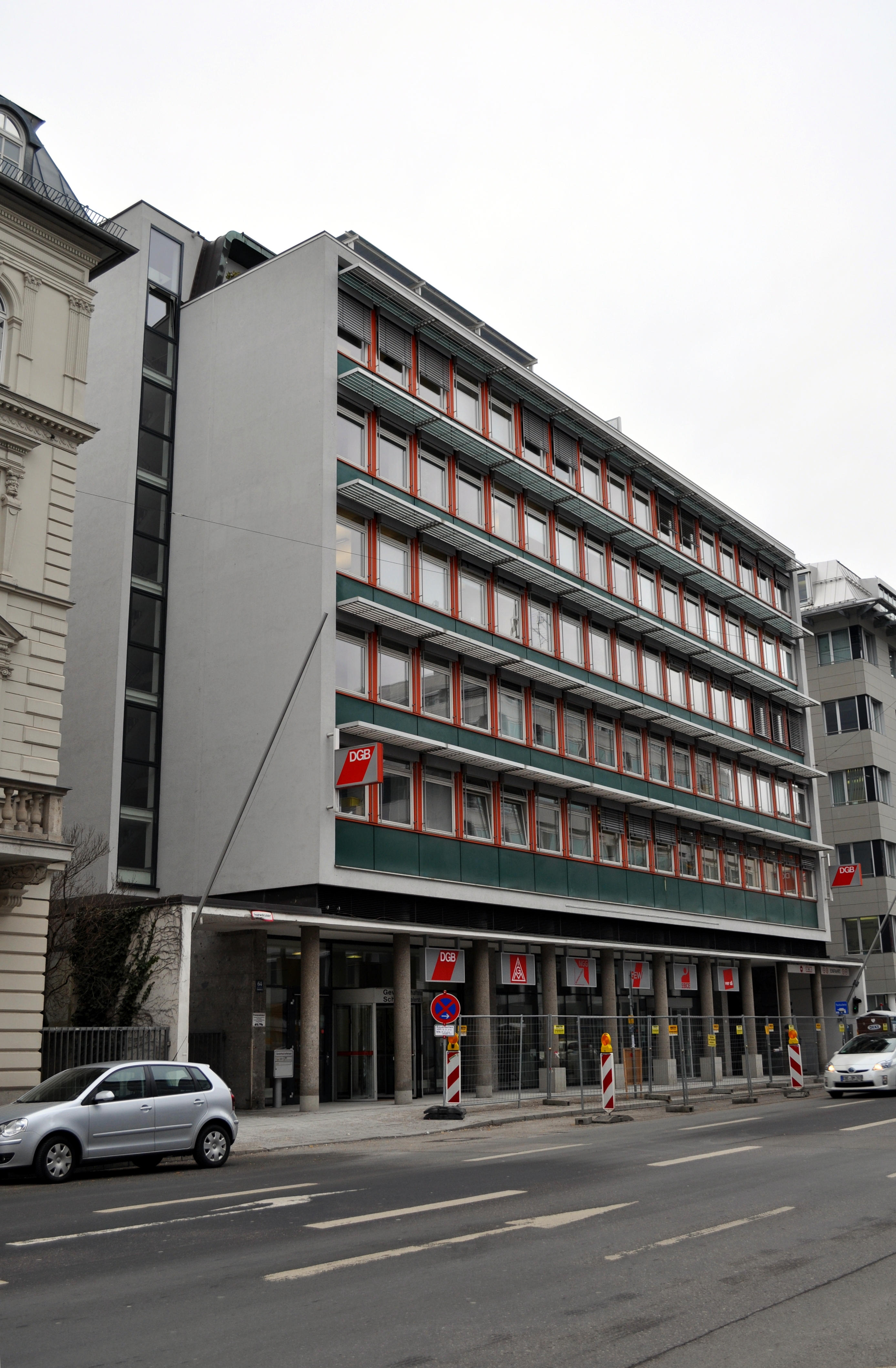
Blick auf die Fassade von der Schwanthalerstraße
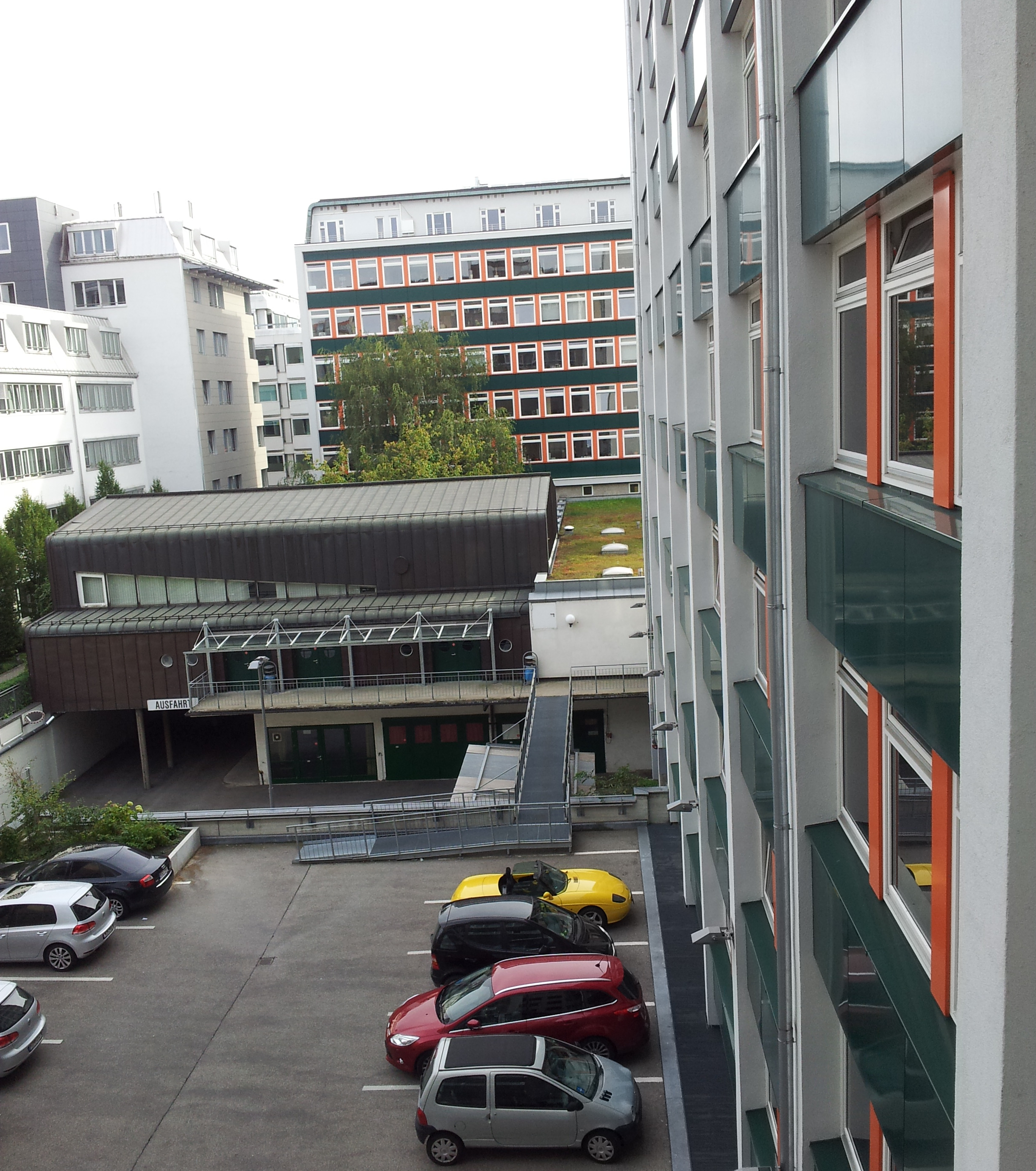
Blick auf die Ostfassade Haus B, Haus A, das Parkdeck und den Ludwig-Koch-Saal
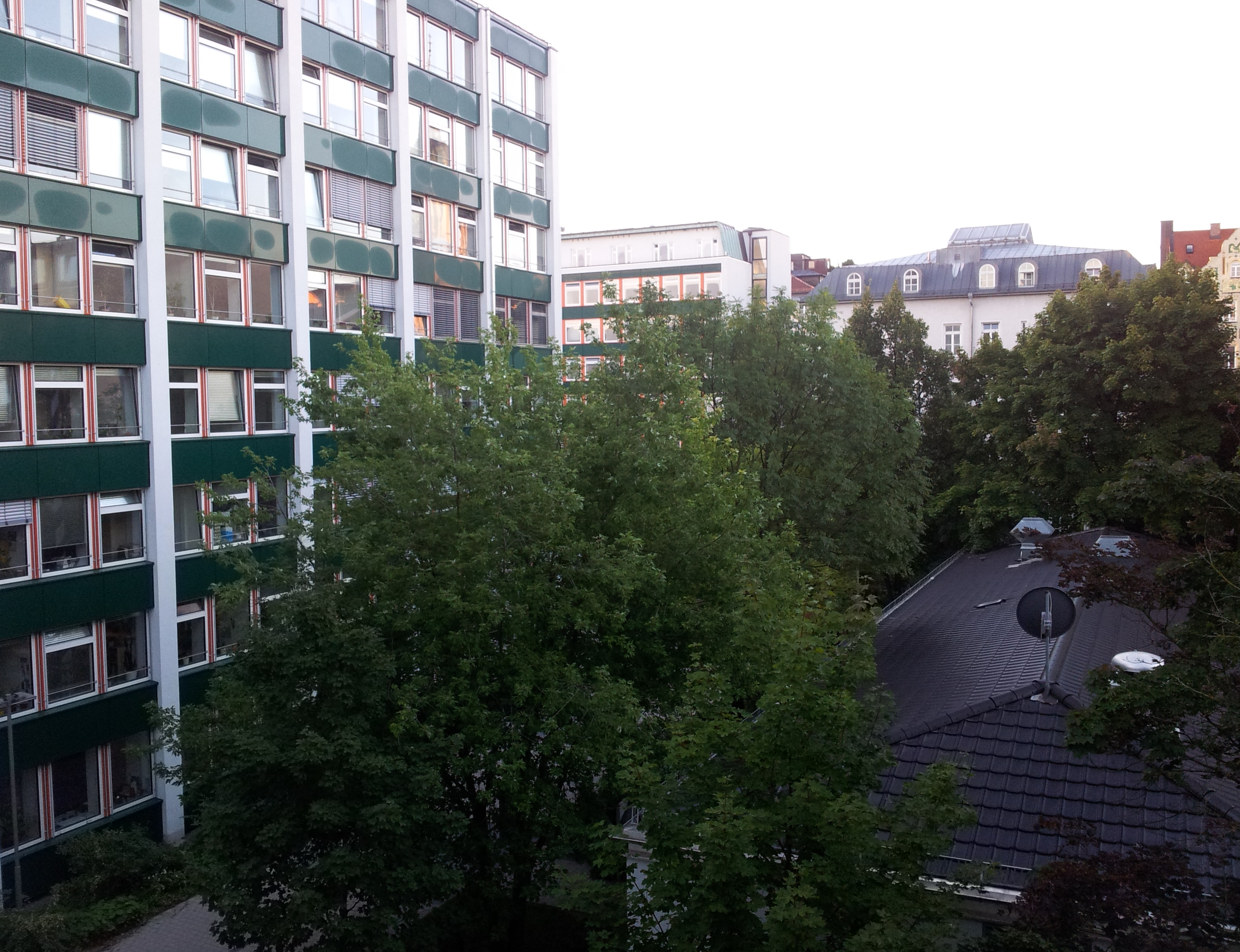
Blick auf die Westfassade von Haus B, das Haus A und den Innenhof
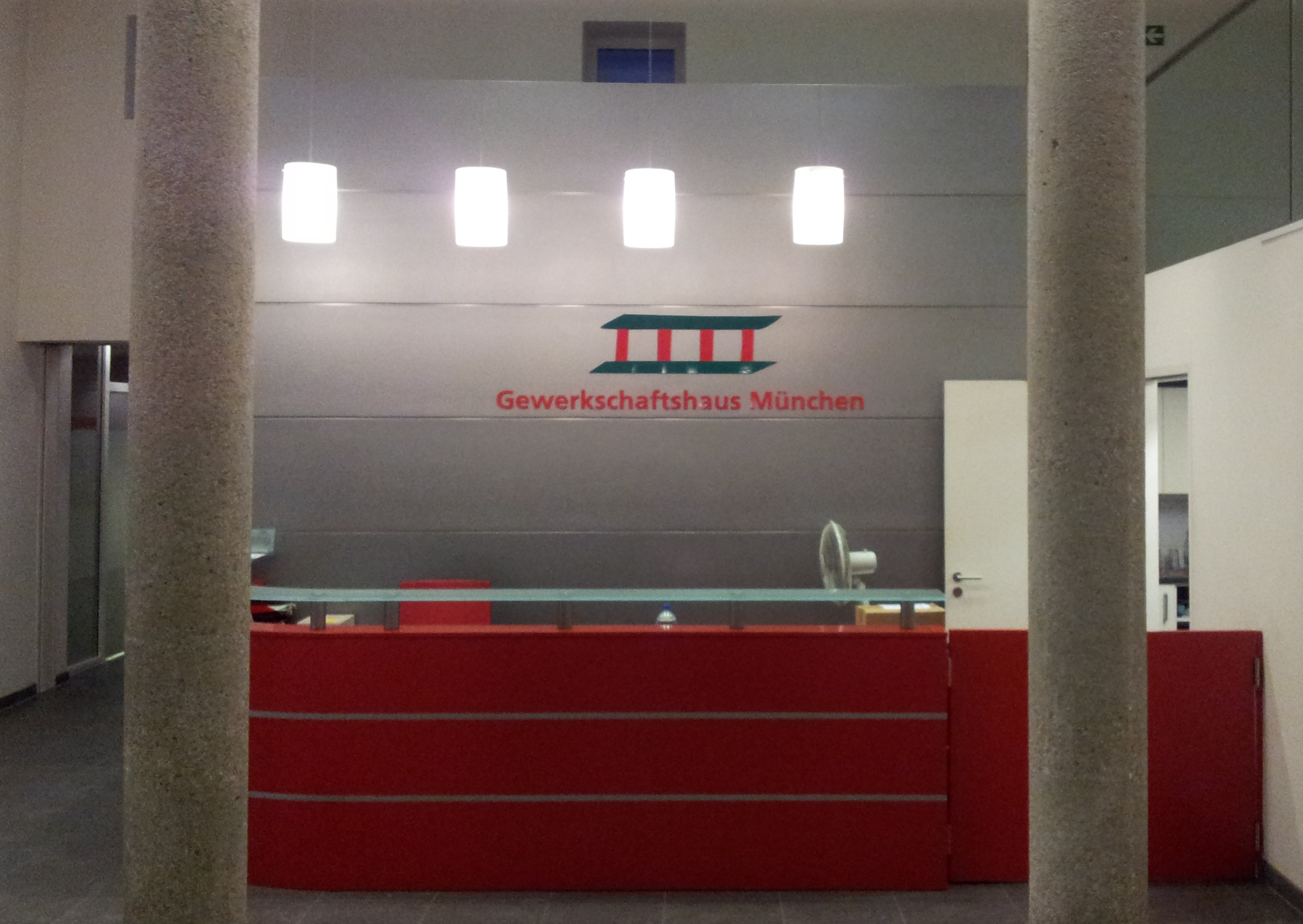
Empfang im Münchner Gewerkschaftshaus

### Architektur
Das Gewerkschaftshaus in der Schwanthalerstraße umfasste anfangs nur zwei Gebäude (heute Haus A und B), die neben den Büros der Mitgliedsgewerkschaften des DGB auch viele gewerkschaftsnahe Einrichtungen beherbergten. So befanden sich z. B. im Erdgeschoss direkt an der Schwanthalerstraße die Läden der Büchergilde Gutenberg und des gewerkschaftseigenen Bund-Verlags. In den folgenden Jahrzehnten war das Gewerkschaftshaus immer wieder baulichen Veränderungen unterworfen. So wurde z. B. bereits in den 1970er Jahren das heutige Haus C von vier auf fünf Stockwerke aufgestockt. Nachdem die Gewerkschaft Öffentliche Dienste, Transport und Verkehr (ÖTV) ihre Kreisgeschäftsstelle in die Bayerstraße verlegt hatte, entstand in den 1980er Jahren ein Durchgang vom Gewerkschaftshaus zu diesem Gebäude. Trotz der „Modernisierung“ in den 1990er Jahren hielt sich zäh der ergraute Charme der 1960er Jahre. Die immer schon von den Gewerkschaften geführte Diskussion über eine notwendige Modernisierung des Hauses Schwanthalerstraße ging lange Zeit nicht spürbar voran, weshalb einige DGB-Gewerkschaften das Haus verließen. Deshalb stand das Münchner Gewerkschaftshaus nach der Jahrtausendwende kurz vor der Aufgabe. Die kleine Initiative „Rettet das Gewerkschaftshaus“ versuchte zum einen, die Gewerkschaften zum Bleiben zu veranlassen und zum anderen, die Hausverwaltung von der Notwendigkeit der Sanierung zu überzeugen. Eine umfassende Renovierung und Modernisierung wurde schließlich unter der Bedingung, entsprechende Mieter zu finden, zugesagt. Zwischen 2004 und 2009 wurden einige Räume renoviert, jedoch nicht alle Mängel beseitigt. Stand 2019 waren unter anderem einige Büros aufgrund von Wasserschäden durch ein undichtes Dach nicht mehr nutzbar. Im Oktober 2019 zog die IG Metall nach Berg am Laim um. Nach Fertigstellung des Neubaus an selber Stelle zieht der DGB dort wieder ein.

### Der Tagungstrakt

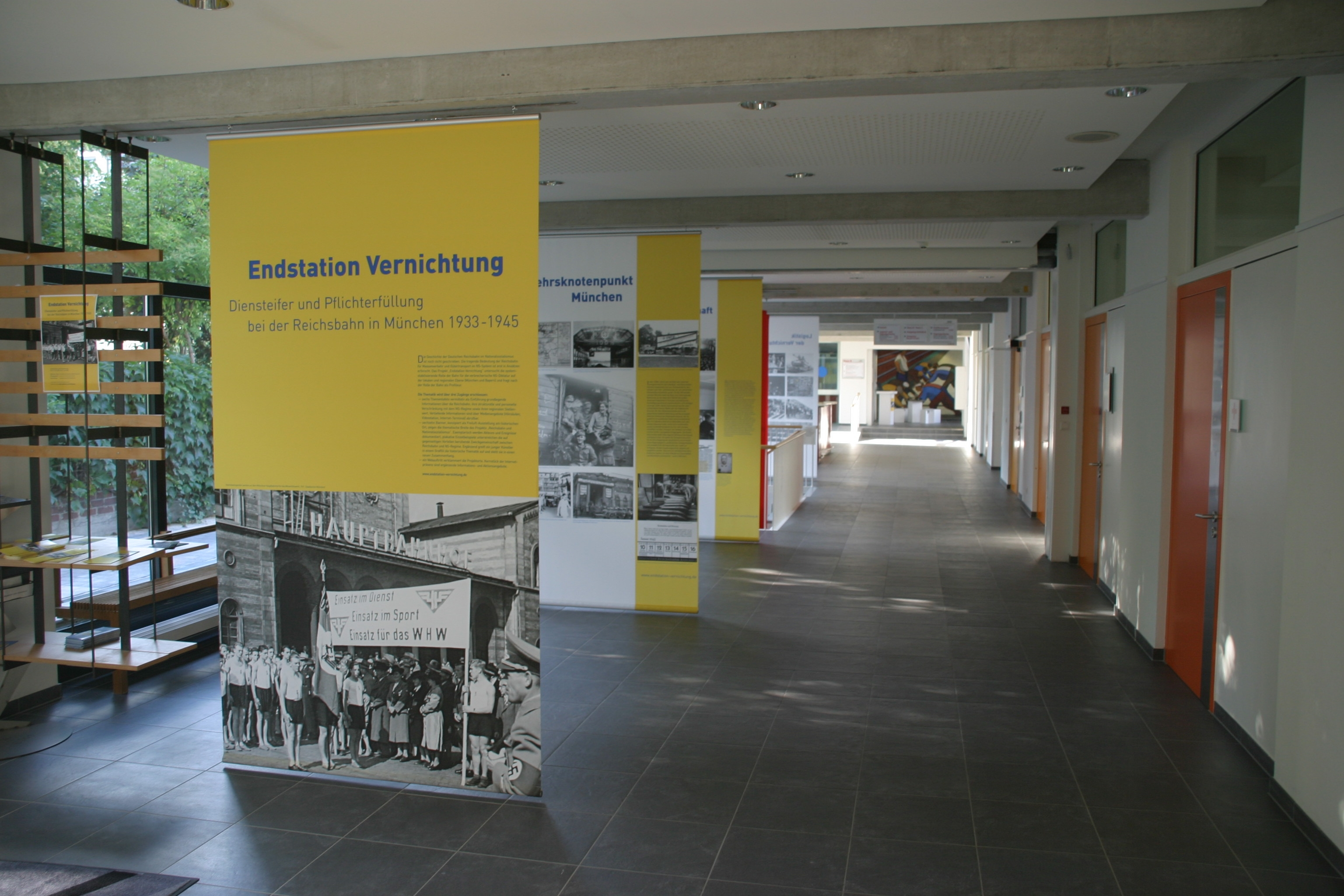
Im Rahmen eines Kooperationsprojektes wurde 2009 im Tagungstrakt des Münchner Gewerkschaftshauses die Ausstellung „Endstation Vernichtung. Diensteifer und Pflichterfüllung bei der Reichsbahn in München 1933–1945“ gezeigt. Begleitet von einer Vielzahl an Veranstaltungen wie Vorträgen und Rundgängen.

Im Kellergeschoss zwischen den Häusern A und B befinden sich zum einen die Sitzungs- und Partyräume der DGB-Jugend. Darüber sind die Mehrzahl der Veranstaltungsräume des Hauses und der Ludwig-Koch-Saal angesiedelt. Der Tagungstrakt trägt dem Umstand Rechnung, dass es eine Vielzahl von Sitzungen und Veranstaltungen der einzelnen Gewerkschaften gibt. Aber auch, dass über das Münchenprogramm des DGB Bildungswerks München ein erheblicher Anteil an Bildungsangeboten im Haus ermöglicht wird. Grundsätzlich steht das Haus damit den Münchner Bürgern offen. Die Räume selbst können für externe Veranstaltungen gebucht und belegt werden. Der größte Teil der Veranstaltungsräume wurde nach wichtigen Persönlichkeiten der Arbeiterbewegung benannt (siehe unten).
In Tarifauseinandersetzungen oder auch bei politisch wichtigen Kundgebungen dienen vor allem der Ludwig-Koch-Saal und der Innenhof als Kundgebungsort. Aber auch als Streiklokal, was auch für die anderen Räume und die gegenüber befindliche Kantine (Salettl) gilt. Ansonsten ist der Tagungstrakt im Rahmen des Umbaus so konzipiert worden, dass auch öffentliche Ausstellungen darin gezeigt werden können.

### Die ehemalige Bibliothek

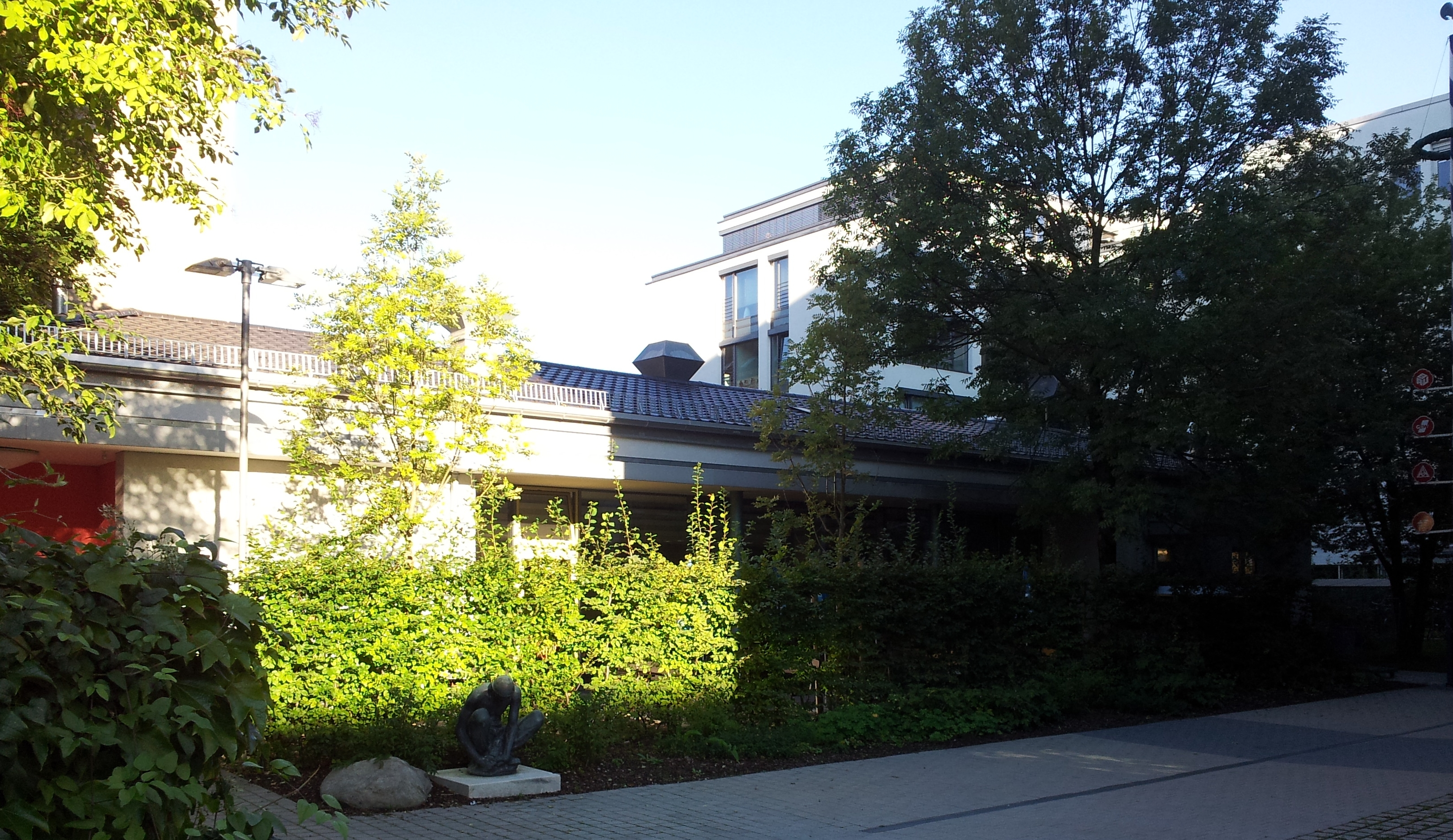
Das Gebäude der ehemaligen Bibliothek und jetzigen Kantine

Im Innenhof, gegenüber dem Tagungstrakt befindet sich ein Pavillon. Dieser beherbergte im Keller ursprünglich eine Bibliothek mit einem gut sortierten Bestand an Gewerkschafts- und Arbeiterliteratur. Zudem war sie Treffpunkt vieler Aktiver, die sich auch über die Geschichte der Gewerkschaften informieren wollten. Damit kam auch die Bibliothek ihrer Funktion eines Ortes aktiven Austauschs nach. Aufgrund von Sparmaßnahmen in den 1980er Jahren war der Erhalt dieser Bibliothek nicht mehr möglich. Im Gegensatz zum Erhalt des Gewerkschaftshauses war ein Verein zum Erhalt der Bibliothek nicht erfolgreich. So wurde sie schließlich aufgelöst. Der Bestand ging vollständig in die Bibliothek am Gasteig über. Über der Bibliothek befand sich die Geschäftsstelle der „Freien Volksbühne“. Auch diese wurde in den 1980er Jahren aufgelöst.
Aus dem Haus selbst wurde seit dieser Zeit die Kantine (Salettl), die ebenfalls offen steht und als Versammlungsort dienen kann.

## Kunst im Gewerkschaftshaus

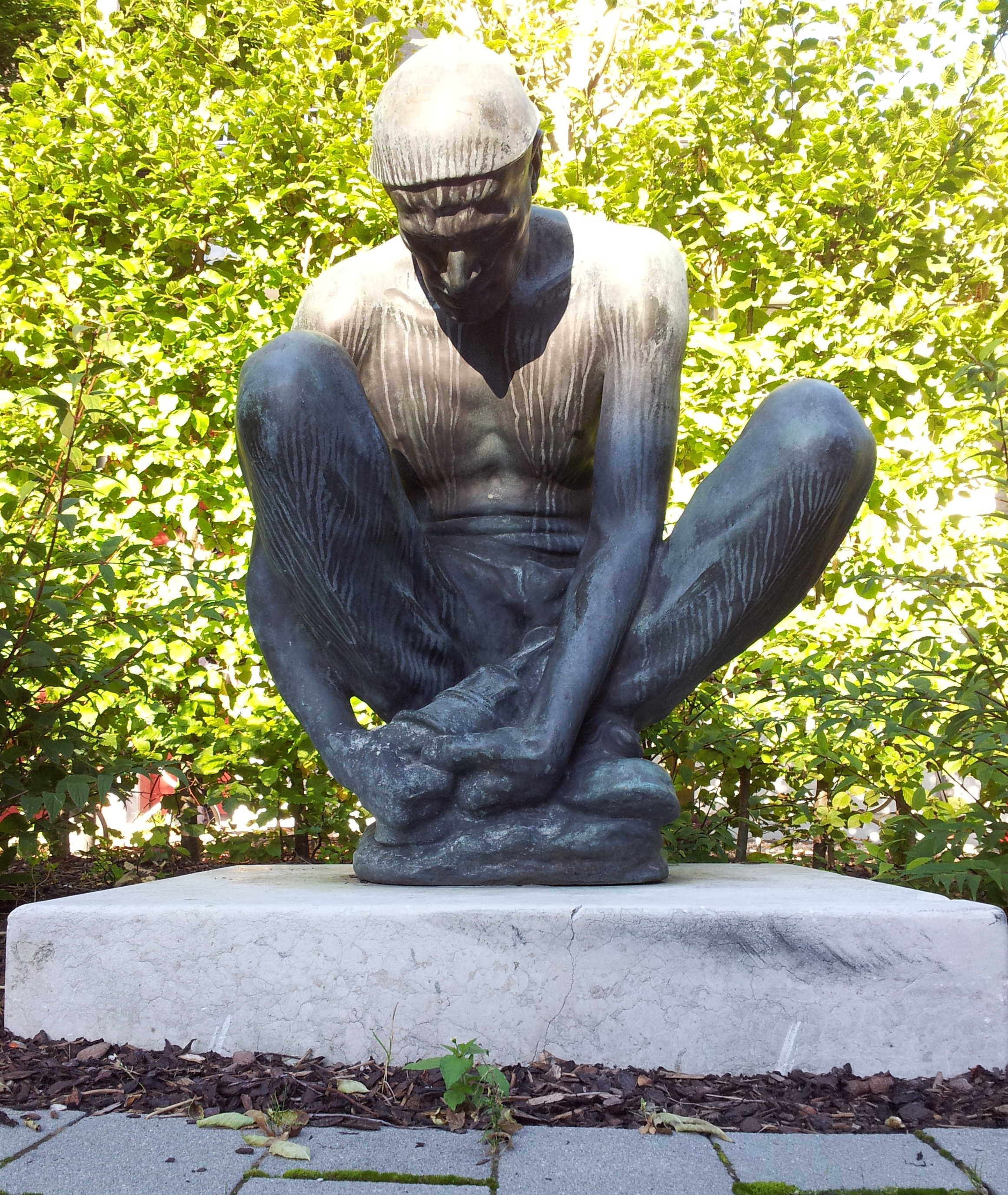
Fritz Koelles (1895–1953) Hockender Bergmann vor der ehemaligen Bibliothek

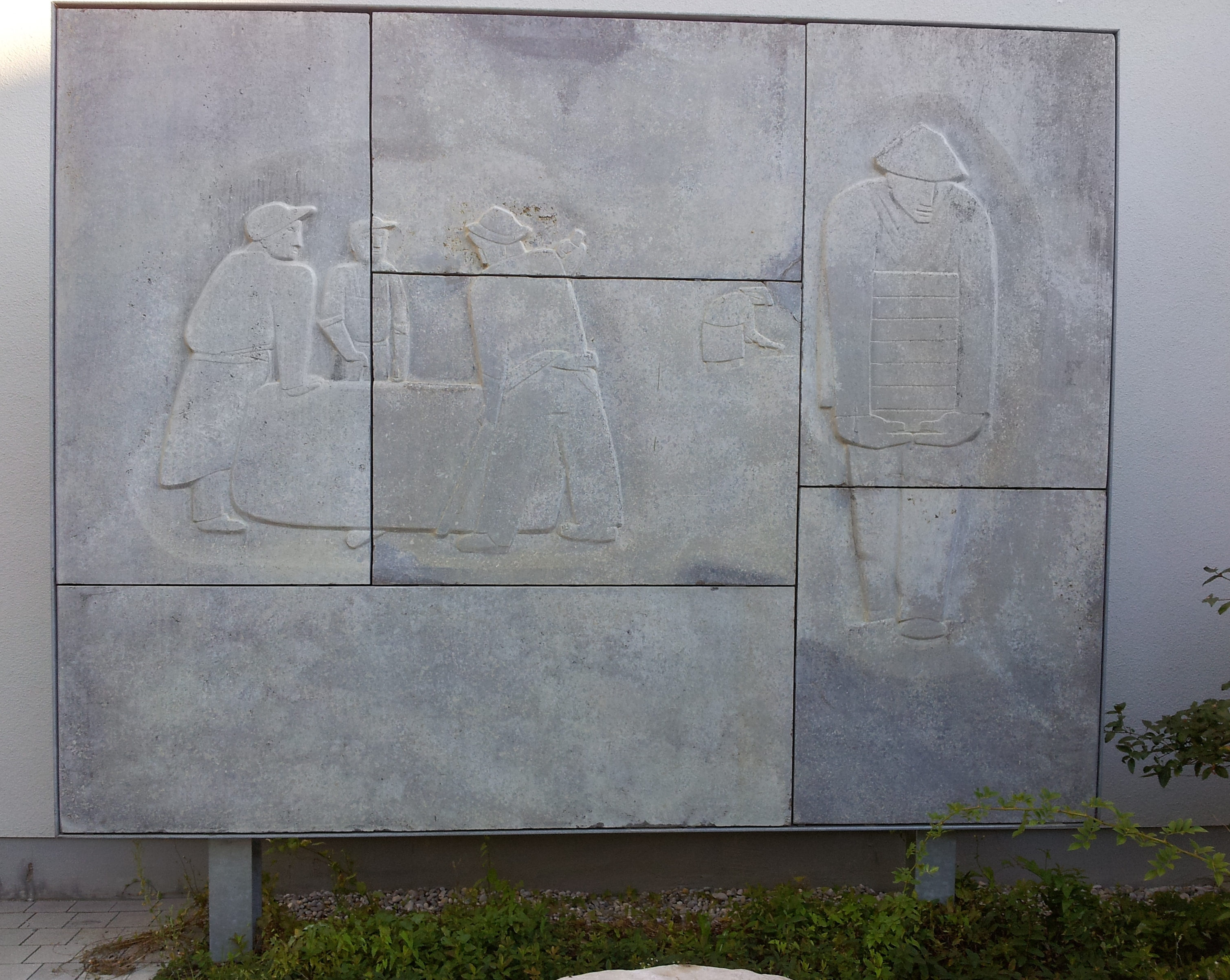
Karl Röhrigs (1886–1972) Arbeit der Hand im Münchner Gewerkschaftshaus

Die Gaststätten jener eingemeindeten Stadtviertel, in denen sich besonders viele Arbeiterquartiere befanden (z. B. Giesing, Au, Haidhausen, Westend), dienten als Zentren einer sich allmählich entwickelnden Arbeiterkultur, die politische Parteien und Gewerkschaften ebenso wie Musik- und Sportvereine, Sparvereine und Hilfskassen, Konsumvereine, Wohnungsgenossenschaften und viele andere Organisationen umfasste. Auch darüber hinaus war München ein wichtiger Ort für gewerkschaftlich organisierte Künstler, wovon heute noch der Kunstpavillon im alten Botanischen Garten, dessen Geschichte eng mit der des gewerkschaftsnahen Schutzverbandes bildender Künstler (SBK) verknüpft ist, zeugt. Einige der Künstler hatten die Möglichkeit, im Münchner Gewerkschaftshaus ihre Arbeit zu installieren.
- Karl Trumpf (1891–1959) schuf die Porträtstele von Hans Böckler im Eingangsbereich (Bronze, Entstehungszeit: 1950er-Jahre). Er gestaltete vor allem Bronzeporträts von Politikern aus der Weimarer Republik und von Persönlichkeiten aus der Gewerkschaftsgeschichte. Vom Böckler-Porträt gibt es mehrere Abgüsse, die sich vor allem in verschiedenen Einrichtungen des DGB finden.
- Ernst Oberle (1919–1996) entwarf ein Fresko, das heute als „Kryptokunstwerk“ unter dem Kupferdach des Ludwig Koch-Saals versteckt ist. Er war Gründungsmitglied im Schutzverband Bildender Künstler, ab 1973 dessen Vorsitzender und Mitglied im Zentralvorstand der Gewerkschaft Kunst.
- Guido Zingerl (1933–2023) schuf 2007 den Zyklus Die sieben Todsünden. Er entlarvt mit Feder, Pinsel und Farbe die wirtschaftlichen und politischen Strippenzieher von gestern und heute. Mit dem im Haus B, 6. Stock, des Gewerkschaftshauses hängenden Zyklus Die Sieben Todsünden setzte Zingerl die Auseinandersetzung mit fundamentalen Fragen der Ethik in die bildende Kunst um.
- Fritz Koelle (1895–1953) entwarf 1929 die Bronze Hockender Bergmann, die im Garten vor der ehemaligen Bibliothek platziert ist. Er wendete sich vor allem Themen aus der Arbeitswelt zu und fand mit seinen großen Arbeiterplastiken viel Anerkennung. Zu Koelles bedeutendsten Werken nach der Befreiung vom Faschismus gehört die 1947 entstandene Figur KZ-Häftling am Krematorium in der KZ-Gedenkstätte Dachau.
- Karl Röhrigs (1886–1972) Steinrelief Arbeit der Hand entstand 1957/1958 und steht im Hof vor Haus B. Das Werk entstand als Teil einer Auftragsarbeit für das neue Gewerkschaftshaus in München. Lange hing es dort im Foyer neben seinem Pendant, dem gleich großen Relief Arbeit des Geistes. Eigentlich waren die beiden Tafeln dazu gedacht, gemeinsam und einander ergänzend betrachtet zu werden.
- Albert Heinzingers (1911–1992) Bild Voran auf neuen Gleisen kennen alle, die vom Haupteingang des Hauses (A) zu den Häusern B und C gehen. Gemeinsam wird an einem Aufbruch in eine neue bessere Zeit gearbeitet. Auch Heinzinger war Gründungsmitglied des Schutzverbandes Bildender Künstler in München und einer seiner profiliertesten Vertreter.

## Personen im Münchner Gewerkschaftshaus
Das Münchner Gewerkschaftshaus ist nicht nur ein Ort für gewerkschaftliche Tätigkeiten und unterschiedliche Tagungen oder auch Bildungsmaßnahmen. Es war immer ein Ort, an dem wichtige Persönlichkeiten der Stadtgesellschaft tätig waren. Die Bezeichnung der Sitzungsräume im Haus orientierte sich deshalb an wichtigen Persönlichkeiten der (Münchner) Arbeiterbewegung.

### Gewerkschafter in der Politik
- Ludwig Koch (* 3. Juni 1909 in München; † 12. September 2002 ebenda) war früh gewerkschaftlich engagiert und Widerstandskämpfer gegen den Nationalsozialismus. Von 1953 bis 1973 war er Kreisvorsitzender der DGB Region München und anschließend im Stadtrat.

### Benannte Personen der Räume
- Adi Maislinger (* 9. Dezember 1903 in München; † 26. April 1985 ebenda) war im Widerstand gegen die NS-Diktatur. Nach dem Krieg war er Mitglied in der Gewerkschaft ÖTV und engagierte sich in der KZ-Gedenkstätte Dachau. Seine Erfahrungen als Zeitzeuge gab er oft in gewerkschaftlichen Gremien weiter.
- Lotte Branz (1903–1987) war wie ihr Mann, Gottlieb Branz, Widerstandskämpferin gegen das NS-Regime. Zudem engagierte sie sich in der SPD.
- Therese Giehse (* 6. März 1898 in München; † 3. März 1975 ebenda) war eine bekannte Münchner Schauspielerin und Interpretin der Stück von Bertolt Brecht.
- Die Geschwister Lörcher (Ernst, Albert und Elisabeth) gehörten ebenfalls zum Widerstand aus der Arbeiterbewegung. Albert Lörcher war nach dem Krieg Mitbegründer des Archivs der Münchner Arbeiterbewegung.
- Heinrich Krehle (* 21. Januar 1892 in München; † 16. Oktober 1969 ebenda) beteiligte sich nach dem Kriegsende am Wiederaufbau des Bayerischen Gewerkschaftsbundes (BGB) und war von 1945 bis 1946 im Stadtrat der Stadt München.
- Thomas Wimmer (* 7. Januar 1887 in Siglfing; † 18. Januar 1964 in München) trat 1893 der in Kassel gegründeten Gewerkschaft „Deutscher Holzarbeiter-Verband“ (DHV) bei, für die er 1912 zum Bezirksdelegierten gewählt wurde.